# 特雷韦莱斯
特雷韦莱斯，是西班牙安达卢西亚自治区格拉纳达省的一个市镇。总面积91平方公里，2001年普查人口總數為775人，人口密度為每平方公里9人。